# 王一钧
王一鈞（1998年12月25日–），中國影視男演員，2019年成為韓國YG ENTERTAINMENT旗下首位中國藝人。

## 演藝經歷
2019年5月20日，成為自韓國YG ENTERTAINMENT娛樂公司成立23年以來，旗下首位簽約的中國藝人。
2019年11月3日，由劉雅瑟、王一鈞等主演的青春懸疑公路電影《荒野咖啡館》正式開機，在劇中飾演男主角聖約翰；12月21日，出演由許凱、程瀟主演以電競為題材的電視劇《你微笑時很美》正式開機，在劇中飾演韓國知名電競選手後加入YQCB戰隊成為外援隊員的教皇李君赫。
2020年，主演的電影《荒野咖啡館》入围第14届FIRST青年电影展主競賽單元；隔年，該片入圍第四十三屆莫斯科國際電影節主競賽單元。
2021年6月23日，《你微笑時很美》在優酷、腾訊視頻開播；9月4日，與徐新馳、陳沐等共同出演青春校園電視劇《最好的朋友》，在劇中飾演武鳴昊，該劇於嗶哩嗶哩開播。
2022年5月23日，出演由關暢、劉旭威等人主演的浪漫青春剧《青梅酸酸你微甜》正式開機，在劇中飾演陳鋒。
2023年3月2日，《青梅酸酸你微甜》在搜狐视频開播。

## 影視作品

### 電視劇/網絡劇
| 首播年份 | 劇名               | 角色     | 備註   |
| -------- | ------------------ | -------- | ------ |
| 2021年   | 《你微笑時很美》   | 李君赫   | 網絡劇 |
| 2021年   | 《最好的朋友》     | 武鳴昊   | 網絡劇 |
| 2023年   | 《青梅酸酸你微甜》 | 陳鋒     | 網絡劇 |
| 待播     | 《水龍吟》         | 狂蘭無行 |        |

### 電影
| 首映年度 | 名稱           | 角色   |
| -------- | -------------- | ------ |
| 2020年   | 《荒野咖啡館》 | 聖約翰 |

## 外部連結
- 王一鈞的新浪微博